# Une fille comme ça
Pour plus de détails, voir Fiche technique et Distribution.
Une fille comme ça (titre original : I Am a Camera) est un film britannique en noir et blanc réalisé par Henry Cornelius, sorti en 1955.

## Synopsis
Récit fictif de la vie d’Isherwood vivant à Berlin parcouru par les deux guerres mondiales.

## Fiche technique
Source principale : Internet Movie Database - cf.. lien externe
- Titre original : I Am a Camera
- Titre français : Une fille comme ça
- Réalisation : Henry Cornelius
- Scénario : John H. N. Collier, d'après Adieu à Berlin (Berlin Stories) de Christopher Isherwood et la pièce de théâtre I Am a Camera de John Van Druten
- Direction artistique : William Kellner (en)
- Costumes : Rahvis
- Photographie : Guy Green
- Son : E. Law
- Montage : Clive Donner
- Musique : Malcolm Arnold
- Production : John Woolf
  - Production associée : Jack Clayton
- Société(s) de production : Romulus films
- Société(s) de distribution : Park Circus (pour la sortie DVD au  Royaume-Uni)
- Pays d'origine :  Royaume-Uni
- Langue originale : anglais
- Genre : drame
- Format : Noir et blanc — son mono - 35 mm
- Durée : 98 minutes
- Dates de sortie :
  -  Royaume-Uni : 21 juillet 1955
  -  États-Unis : 21 juillet 1955 (sortie à Los Angeles)
  -  Belgique : 2 décembre 1955
  -  France : 14 septembre 1956 (sortie à Paris)

## Distribution
- Julie Harris : Sally Bowles
- Laurence Harvey : Christopher Isherwood
- Shelley Winters : Natalia Landauer
- Ron Randell : Clive
- Lea Seidl : Fräulein Schneider
- Anton Diffring : Fritz Wendel
- Ina De La Haye : Herr Landauer
- Jean Gargoet : Pierre
- Stanley Maxted : Curtis B. Ryland, l'éditeur
- Alexis Bobrinskoy : le propriétaire de la Troïka
- Tutte Lemkow : l'électro-thérapeute
- André Mikhelson : le maître d'hôtel de la Troïka
- Frederick Valk : le docteur
- Patrick McGoohan : l'hydrothérapeute
- Julia Arnall : un modèle
- Harold Siddons : un éditeur
- Zoe Newton : la cigarette girl de la Troïka
- Charles Saynor : le nazi dans la bagarre
- Richard Wattis : l'homme à lunettes lors de la soirée de lancement du livre de Sally

## Récompenses et distinctions

### Nomination
- 1956 : nommée au BAFTA de la meilleure actrice étrangère